# 赖尼肯多夫
赖尼肯多夫（德語：Reinickendorf，德語：[ˈʁaɪ̯nɪkn̩ˌdɔʁf] ⓘ）是德國首都柏林下轄的12個區之一。赖尼肯多夫位於柏林的西北部，擁有柏林-泰格爾奧托·利林塔爾機場、泰格尔湖等地標。赖尼肯多夫下轄有11個分區。

## 友好城市
- 法國上塞纳省安东尼，自1966年
- 英国格林威治區，自1966年
- 以色列阿塔村， 自1976年
- 德国拜仁州巴特施泰本，自1988年
- 德国黑森州福格尔斯山县，自1964年
- 德国黑森州劳特巴赫，自1966年
- 德国下萨克森州梅勒，自1988年
- 德国北莱茵-威斯特法伦布隆贝格，自1990年[1]

## 外部連結
- http://www.reinickendorf.de （页面存档备份，存于）
- Official homepage of Berlin（页面存档备份，存于）

1. ↑  . www.berlin.de. 2023-05-19  [2024-06-04]. （原始内容存档于2023-04-04） （德语）.